# Медола
Медо̀ла (на италиански: Medolla, на местен диалект Mdòla, Мъдола) е градче и община в Северна Италия, провинция Модена, регион Емилия-Романя. Разположено е на 22 m надморска височина. Населението на общината е 6404 души (към 2012 г.).
През пролетта на 2012 г. много сгради са повредени от поредица силни земетресения.